# Musée du pays du Der
 (février 2012).
Si vous disposez d'ouvrages ou d'articles de référence ou si vous connaissez des sites web de qualité traitant du thème abordé ici, merci de compléter l'article en donnant les références utiles à sa vérifiabilité et en les liant à la section « Notes et références ».
Le Village Musée du Der est un musée français d'histoire locale situé à Sainte-Marie-du-Lac-Nuisement, dans le département de la Marne en Champagne-Ardenne.

## Historique
Créé en 1999, le musée du pays du Der a été voulu pour conserver la mémoire des trois villages disparus, Nuisement-aux-Bois, Chantecoq et Champaubert, lors de la mise en eau du lac du Der-Chantecoq, inauguré le 3 janvier 1974 pour réguler les crues de la Marne et de la Seine. Il présente à travers ses collections toutes les facettes de la Champagne humide : les vieux métiers, les arts et traditions des villages disparus, l'église de Nuisement sauvée des eaux, le pigeonnier, le four à pain, divers bâtiments à pan de bois, ...

## Description

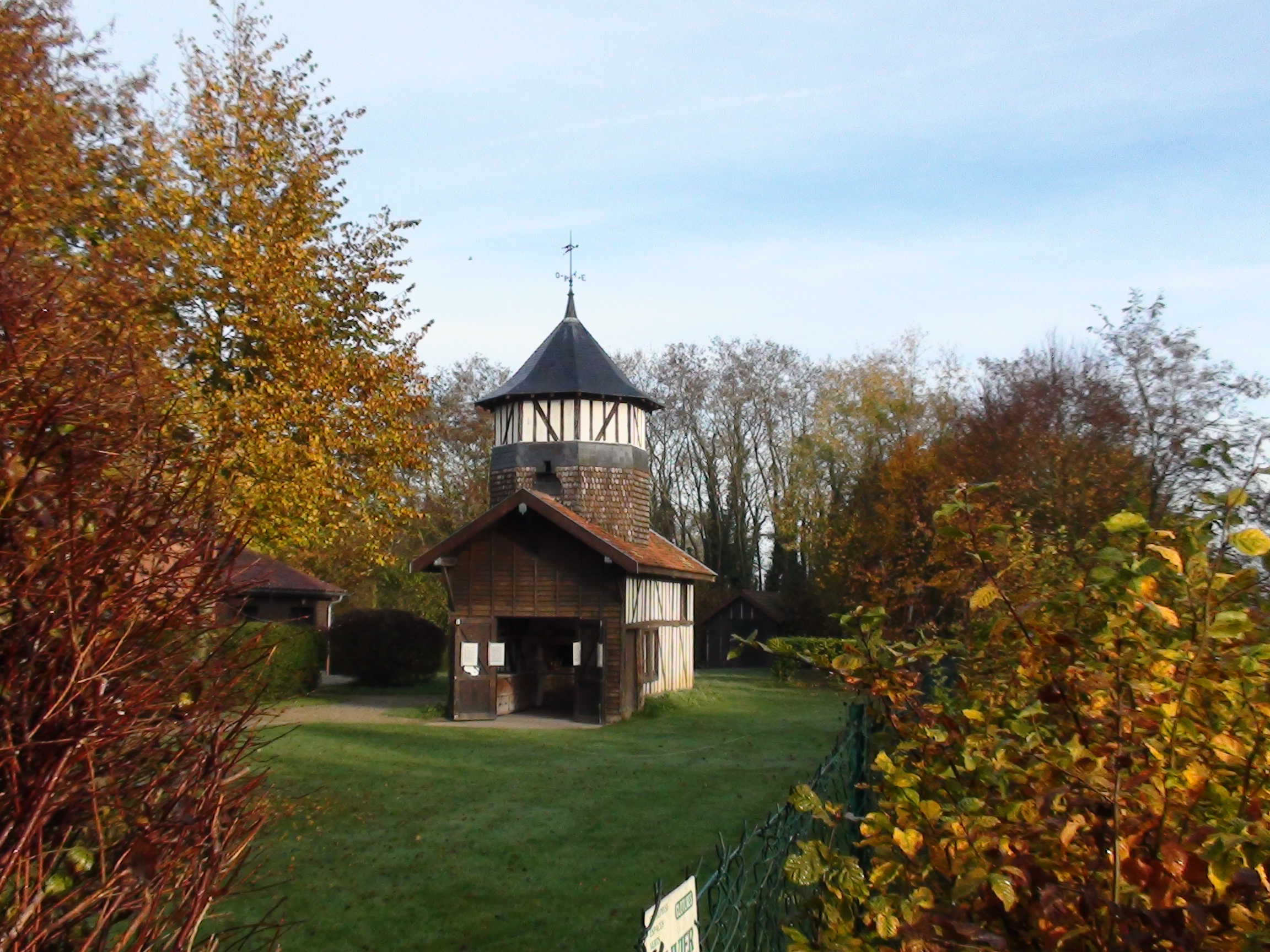
Ancien four à pain.

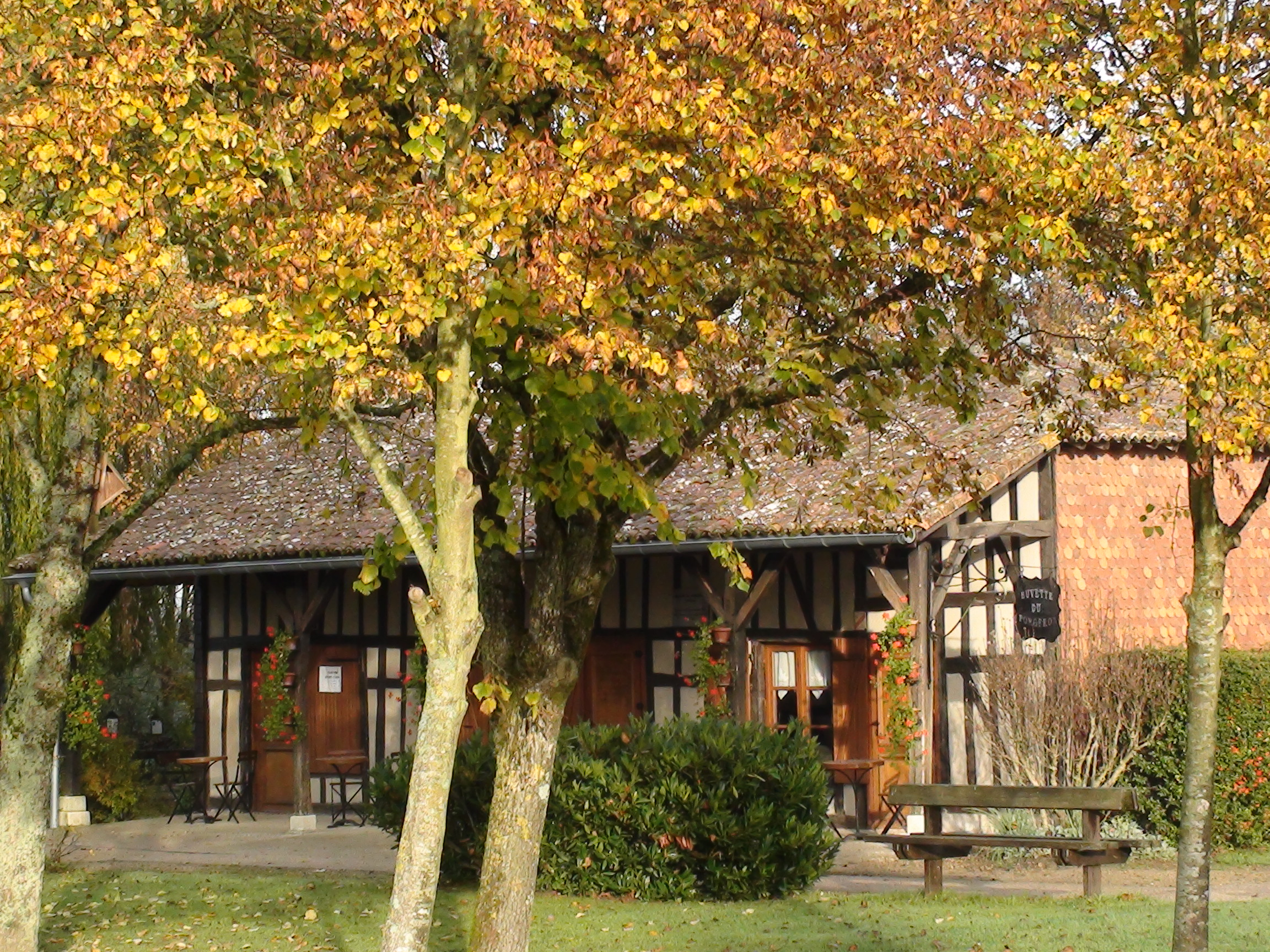
Ancien bâtiment.

Le musée se compose de plusieurs bâtiments à pans de bois, chacun abritant un thème différent. Tout autour, des jardins à thème apportent une note de fraicheur à l'ensemble : jardin de curé, jardin des Simples, jardin des insectes, potager des légumes anciens ...
Dans la grange Lardin, qui sert d'espace d'accueil, un film de 14 minutes sur la création du lac du Der est projeté en première partie de visite. Ce film retrace la dure expropriation des habitants des trois villages rayés de la carte, la naissance du lac côté technique, jusqu'à l'essor économique et touristique de nos jours.
Ensuite, dans une grange adjacente, la grange Machelignots, une immense maquette de bâtiments à pans de bois (bâtiments existant ou ayant existé), sont représentés de façon réaliste à l’échelle 1/30e. Tout autour de cette œuvre centrale, des scènes à taille humaine retracent la vie d'autrefois, vers les années 1900 et avant. On y retrouve les scieurs de long, les lavandières, le charron, le bourrelier, le maréchal ferrant, ...
Un premier jardin vient aérer la visite : le jardin des insectes, hôtes particulièrement précieux pour les jardiniers. Des aménagements adaptés, des fleurs spécifiques et un endroit propice (prairie fleurie, mare et compost à proximité) en font un lieu conçu pour favoriser la reproduction des insectes.
L'ancienne mairie-école a gardé une salle de classe comme autrefois, avec ses encriers, son boulier, son tableau noir et son bonnet d'âne. Une salle de mairie jouxte cette classe.
Une autre partie de ce bâtiment a été transformé en « Maison de la nature. » On y retrouve un aquarium, une exposition sur le saule, ses propriétés et ses applications, une fourmilière.
Le "Musée du Pays du Der" a changé officiellement de nom le 1er juillet 2014. Il se nomme désormais le Village Musée du Der.